# Roko Mišlov
Roko Mišlov (* 30. April 1988 in Zadar) ist ein kroatischer Fußballspieler.

## Karriere
Mišlov begann seine Karriere in seiner Heimatstadt beim NK Zadar. Nach dem Aufstieg von Zadar in die 1. HNL debütierte er im August 2007 in der höchsten kroatischen Spielklasse, als er am fünften Spieltag der Saison 2007/08 gegen Cibalia Vinkovci in der 87. Minute für Želimir Terkeš eingewechselt wurde.
Im Januar 2009 wurde Mišlov an den HNK Velebit Benkovac verliehen. Nach dem Ende der Leihe kehrte er aber nicht zu Zadar zurück, sondern wechselte zum HNK Primorac Biograd na Moru. Nachdem er beim NK Raštane und nochmals bei Primorac gespielt hatte, wechselte er im Januar 2012 zum Zweitligisten HNK Šibenik. Mit Šibenik konnte er in jenem Jahr in die 1. HNL aufsteigen.
Nachdem er mit Šibenik direkt wieder aus der 1. HNL abgestiegen war, wechselte er zur Saison 2013/14 zum österreichischen Zweitligisten TSV Hartberg. 2015 stieg er mit den Steirern in die Regionalliga ab.
Nach zwei Jahren in der dritthöchsten Spielklasse konnte man 2017 wieder in den Profifußball aufsteigen. Mišlov kam in der Aufstiegssaison in 26 Spielen zum Einsatz, in denen er sieben Tore erzielte.
Nach dem Aufstieg in die Bundesliga wechselte er zur Saison 2018/19 zum SKN St. Pölten, bei dem er einen bis Juni 2019 laufenden Vertrag erhielt. Nach der Saison 2018/19 verließ er St. Pölten und wechselte nach Polen zum Zweitligisten Miedź Legnica, wo er einen bis Juni 2021 laufenden Vertrag erhielt. Nach acht Einsätzen für Miedź Legnica in der 1. Liga kehrte er im Februar 2020 nach Österreich zurück und wechselte zum Zweitligisten SV Horn.
Nach zwölf Zweitligaeinsätzen für die Niederösterreicher wechselte er zur Saison 2020/21 zum Regionalligisten WSC Hertha Wels. Für Wels kam er fünf Jahren zu 120 Regionalligaeinsätzen, in denen er 38 Tore erzielte. Mit der Hertha stieg er 2025 in als Meister in die 2. Liga auf. Den Aufstieg machte Mišlov aber nicht mit, er wechselte zur Saison 2025/26 zum viertklassigen SK Vorwärts Steyr.